# Ponta Porã SE
Ponta Porã SE is een Braziliaanse voetbalclub uit Ponta Porã in de staat Mato Grosso do Sul.

## Geschiedenis
De club werd in 1998 opgericht om SE Pontaporanense te vervangen als nieuwe club van de stad. De club startte meteen in de hoogste klasse van het Campeonato Sul-Mato-Grossense en werd laatste in zijn groep. In 2000 speelde de club er opnieuw. Na twee plaatsen in de middenmoot bereikten ze in 2002 de halve finales om de titel, die ze verloren van CENE. De club verdween enkele jaren uit de profcompetitie en in 2010 werden ze kampioen van de tweede klasse en promoveerden. Echter konden ze slechts één seizoen meedraaien in de hoogste klasse alvorens weer te degraderen.